# تربخوویتسه پود اوربم
تربخوویتسه پود اوربم (به لاتین: Třebechovice pod Orebem) یک منطقهٔ مسکونی در جمهوری چک است که در شهرستان هرادتس کرالووه واقع شده‌است. تربخوویتسه پود اوربم ۵٬۸۰۱ نفر جمعیت دارد.

## خواهرخوانده
شهر بیت‌لحم خواهرخواندهٔ تربخوویتسه پود اوربم هست.